# Трес-Мариас (микрорегион)

Трес-Мариас на карте.

Трес-Мариас (порт. Microrregião de Três Marias) — микрорегион в Бразилии, входит в штат Минас-Жерайс. Составная часть мезорегиона Центр штата Минас-Жерайс. 
Население составляет 	96 839	 человек (на 2010 год). Площадь — 	10 510,137	 км². Плотность населения — 	9,21	 чел./км².

## Демография
Согласно сведениям, собранным в ходе переписи 2010 г. Национальным институтом географии и статистики (IBGE), население микрорегиона составляет:						
| Полное население                             | Полное население                             | Полное население                             | Полное население                             | 96 839 |
| -------------------------------------------- | -------------------------------------------- | -------------------------------------------- | -------------------------------------------- | ------ |
| в том числе:                                 | Городское население                          | 85 011                                       | Процент городского населения, %              | 87,79  |
|                                              | Сельское население                           | 11 828                                       | Процент сельского населения, %               | 12,21  |
|                                              | Мужское население                            | 48 427                                       | Процент мужского населения, %                | 50,01  |
|                                              | Женское население                            | 48 412                                       | Процент женского населения, %                | 49,99  |
| Плотность населения, чел/км²                 | Плотность населения, чел/км²                 | Плотность населения, чел/км²                 | Плотность населения, чел/км²                 | 9,21   |
| Население микрорегиона в % к населению штата | Население микрорегиона в % к населению штата | Население микрорегиона в % к населению штата | Население микрорегиона в % к населению штата | 0,49   |

## Статистика
- Валовой внутренний продукт на 2003 год составляет 824 407 743,00 реалов (данные: Бразильский институт географии и статистики).
- Валовой внутренний продукт на душу населения на 2003 год составляет 8895,25 реалов (данные: Бразильский институт географии и статистики).
- Индекс развития человеческого потенциала на 2000 год составляет 0,766 (данные: Программа развития ООН).

## Состав микрорегиона
В составе микрорегиона включены следующие муниципалитеты:
1. Абаэте
2. Бикиньяс
3. Седру-ду-Абаэте
4. Морада-Нова-ди-Минас
5. Пайнейрас
6. Помпеу
7. Трес-Мариас